# オブリビオン (1990年の映画)
『オブリビオン』（原題：Ultra Warrior、別題：Welcome to Oblivion）は、1990年公開のポストアポカリプス映画。
Augusto Tamayo San Románとケヴィン・テントが監督を務めた。

## 概要
近未来のディストピアを舞台に、核兵器による大虐殺で生み出されたミュータントが放射能に汚染された地域に生息するようになる。そのような世界で、「Muties」と呼ばれる生存者グループのリーダーとして、ひとりの男が現れる。ダック・ランボーが演じる主人公は、エイリアンの地球破壊を防ぐため、爆弾の材料となるジルコニウムを探し始める。
このB級映画は、ストック映像の過剰な使用とその質の低さで注目されている。一部の映像は、『マンタ』、『Crime Zone』や『バトルトラック』、『宇宙の7人』、『ファイアー・マックス』、『Dune Warriors』といった他のニュー・ホライズンズ作品から借用されている。
コンコルド・ピクチャーズによる劇場公開版はペルーで製作され、後にVHS発売のためにその劇場公開版が利用された。

## キャスト
- Kenner - ダック・ランボー（英語版）

ジルコニウムを探す主人公だが、後に「Muties」のリーダーとなる。
- Grace - Clare Beresford

Kennerを助ける「Muties」のひとりで、彼の恋人。
- イライジャ - メシャック・テイラー

最初にKennerにOblivionのことを警告する風変わりな人物。盗賊団に捕まり、「Muties」に助けられるが、その「Muties」に捕らえられた。
- ビッグ - Mark Bringelson

「Muties」のひとりで、Kennerに協力する。
- ジグ - Charles Dougherty

「Muties」のひとりで、Kennerに協力する。
- Lazarus - Ramsay Ross

Kennerの出現を予言する「Muties」の精神的指導者。
- ラジオ - Diana Quijano

他人の思考を読み取ることができる「Muties」のひとり。
- ビショップ - Orlando Sacha

盗賊団のリーダーで、主人公たちと敵対する。
- シエラ - Emily Kreimer

Oblivionを会いたがって、フィルの新しいガールフレンド。
- Bad Guy - Ramon Garcia

盗賊団の一人。
- Yorrick - Tony Vasques

盗賊団の一人。
- Buddy - David Killerby
- Horst - Jan Ygberg
- Old Handler - Brayton Lewis
- Young Handler - Alasdair Ross
- Child - Milagros Relayce
- フィル - Diego Bertie

ジルコニウム鉱山会社の「ボスマン」を父に持つケナーの助手。
- 老女 - Jeanne Cervantes
- Bald Woman - Mercy Bustos
- 兵士 - Carlos Cano de la Fuente（Carlos Cano名義）

## 家庭用記憶媒体
VHSが1992年12月17日にNew Horizons Home Video社から発売された。

## 評価
Rotten Tomatoesに書かれている唯一のレビューは、Screen Anarchyに所属するSebastian Zavalaによるもので、この映画を「SFや、低予算といったロジャー・コーマン作品に期待されるものを、笑える台詞や、ひどい特殊効果、安っぽい演技（そしてもっとひどいADR/アフレコ）、そして、理解不能なストーリー、その全てを含めて、大量のストック映像で提供している」と断言している。